# Marie Luv
Marie Luv (ur. 1 listopada 1981 w Hacienda Heights) – amerykańska aktorka pornograficzna, tancerka egzotyczna, tancerka i modelka. Występowała także pod pseudonimem jako Marie Love, Kianna, Destiny, Destiny Big, Marcie Luv i Keisha.

## Życiorys

### Wczesne lata
Urodziła się w Hacienda Heights w stanie Kalifornia. Jej brat Nick Da’Kannon w latach 2006–2011 występował w gejowskich filmach porno i był nominowany do Grabby Award w kategorii „Najlepsza scena seksu seksu grupowego” w filmie Chi Chi LaRue Black Balled 5: Star Fucker (2007).
W wieku 14 lat Marie Luv dorabiała jako kasjerka w bazie lotniczej United States Air Force. Po ukończeniu liceum w Cheviot Hills Los Angeles pracowała jako modelka, do której zwrócili się przedstawiciele magazynu „Hustler”.

### Kariera
W 2000, mając 19 lat, pod pseudonimem Destiny nakręciła siedem filmów porno, w tym Inner City Black Cheerleader Search 40 z czarnoskórym Markiem Anthony, scenę seksu analnego w Black Street Hookers 38 z TT Boyem. Po odkryciu jej pracy przez rodzinę i przyjaciół porzuciła dalsze propozycje udziału w scenach seksu, dopóki nie uzyskała wsparcia matki.
Kontynuowała karierę w przemyśle hardcorowym pod pseudonimem Marie Luv. W 2004 nagrała swoją pierwszą scenę seksu podwójnej penetracji w Gangland White Boy Stomp 15 z Brett Rockman, Brianem Surewoodem, Busterem Good i Johnem West. Potem Toni Ribas zaangażował ją do produkcji Platinum X Pictures Lusty Legs 4 (2005) ze Steve’em Holmesem i Seanem Michaelsem. Współpracowała z Digital Playground, a także uczestniczyła w gatunku gonzo. Zazwyczaj brała udział w scenach międzyrasowych z białymi mężczyznami i przyznała, że czuła się nieswojo podczas wykonywania scen lesbijskich z dziewczynami.
Po występie w filmie Platinum X Pictures Size Queens 2 (2005) z Seanem Michaelsem, Private Media Group Private XXX 30: All You Need is Sex (2006) z Anthonym Hardwoodem i Talonem, pracowała dla Kink.com w scenach BDSM, w tym Sex and Submission 3901 (2006) z Markiem Davisem, Sex and Submission 4333 (2007) ze Stevenem St. Croix oraz Hardcore Gangbang 35817 (2014) z Gage Sin, Johnem Strong, Owenem Grayem, Ramónem Nomarem i Tommy Pistolem.
W dreszczowcu erotycznym Seksowna pięść (Maisie Undercover: Shadow Boxer, 2006) z Nicole Oring zagrała postać Debbie „Rzeźniczki”. Wystąpiła też gościnnie w jednym z odcinków serialu Co-Ed Confidential pt. „Of Co-ed Bondage” (2007) jako Mia z Oskarem Rodriguezem i Hannah Harper, a także PG Porn (James Gunn’s PG Porn) – pt. „Helpful Bus” (2009) jako zdzirowata dziewczyna z Cameronem Monaghanem i Bree Olson.

## Nagrody
| Rok  | Nagroda           | Kategoria                               | Film                                      | Inni wykonawcy |
| ---- | ----------------- | --------------------------------------- | ----------------------------------------- | --- |
| 2007 | AVN Award         | Najlepsza scena seksu grupowego – wideo | Fashionistas Safado: The Challenge (2005) | Belladonna, Melissa Lauren, Jenna Haze, Rocco Siffredi, Sandra Romain, Adrianna Nicole, Flower Tucci, Sasha Grey, Nicole Sheridan, Gianna Michaels, Caroline Pierce, Lea Baren, Jewell Marceau, Jean Val Jean, Christian XXX, Chris Charming, Voodoo, Erik Everhard, Mr. Pete, Nici Sterling |
| 2008 | Urban Spice Award | Najlepsza wykonawczyni seksu analnego   | –                                         | Jasmine Cashmere |
| 2008 | Urban Spice Award | Najlepsza scena seksu pary              | Minority Rules (2007)                     | Marco Banderas |
| 2010 | XRCO Award        | Niedoceniona syrena roku                | –                                         | – |
| 2021 | AVN Award         | AVN Hall of Fame                        | –                                         | – |
| 2022 | Urban X Award     | Aleja sław Urban X Hall of Fame         | –                                         | – |